# Józef Kramczyński
Józef Kramczyński (ur. 23 stycznia 1893, zm. 12 czerwca 1956) – podpułkownik piechoty Wojska Polskiego i Polskich Sił Zbrojnych, kawaler Orderu Virtuti Militari.

## Życiorys
Był synem Franciszka, Ksawerego i Wincenty.
W czasie I wojny światowej walczył jako strzelec w okresie od 1 sierpnia do 1 grudnia 1914 roku. Od 1 grudnia 1914 do 1 kwietnia 1915 r. w szkole podchorążych rezerwy, a następnie przez miesiąc w batalionie zapasowym, od 1 maja 1915 do 18 sierpnia 1916 jako dowódca plutonu na froncie wschodnim w szeregach cesarskiej i królewskiej armii. Jego oddziałem macierzystym był pułk piechoty nr 15. Na stopień podporucznika został mianowany ze starszeństwem z 1 sierpnia 1916 w korpusie oficerów rezerwy piechoty. Od 18 sierpnia 1916 do 6 listopada 1918 roku jako dowódca kompanii na froncie włoskim z roczną przerwą na pobyt w szpitalu i batalionie zapasowym. Od 6 listopada do 20 grudnia 1918 w niewoli włoskiej. Od 20 grudnia 1918 do 10 lipca 1919 roku dowódca kompanii w 20 pułku strzelców polskich. W czasie od 10 lipca do 20 grudnia 1919 roku walczył na froncie ukraińskim w 144 pułku strzelców kresowych. W czasie wojny z bolszewikami w okresie od 20 grudnia 1919 do 15 sierpnia 1920 roku walczył  jako dowódca batalionu 144 psk. W kwietniu 1920, w czasie wyprawy kijowskiej, dowodzony przez niego III batalion wyróżnił się zajęciem stacji kolejowej Oratów, na której zdobył samochód pancerny i 16 karabinów maszynowych. Kolejny raz wyróżnił się 9 lipca w boju pod Obhowem. 2 sierpnia 1920 awansowany na stopień kapitana. Ranny 15 sierpnia w Bitwie Warszawskiej, w szpitalu do 10 października 1920 r. Po zakończeniu wojny nadal 144 psk przemianowanym w lutym 1921 na 71 pułk piechoty. 
Od 1 czerwca 1921 jego oddziałem macierzystym był 4 pułk strzelców podhalańskich w Cieszynie. W latach 1921–1924 był oddelegowany z macierzystego pułku do Centralnej Szkoły Karabinów Maszynowych i Broni Specjalnej w Chełmnie, a od 15 września 1922 do Centralnej Szkoły Strzelniczej w Toruniu. W międzyczasie (3 maja 1922) został zweryfikowany w stopniu kapitana ze starszeństwem z dniem 1 czerwca 1919 i 776. lokatą w korpusie oficerów piechoty.
12 kwietnia 1927 został mianowany na stopień major ze starszeństwem z dniem 1 stycznia 1927 i 38. lokatą w korpusie oficerów piechoty. W następnym miesiącu został przeniesiony do 72 pułku piechoty w Radomiu na stanowisko dowódcy II batalionu. W lipcu 1929 został przesunięty na stanowisko kwatermistrza. W grudniu 1932 został przeniesiony do 55 pułku piechoty na stanowisko dowódcy III batalionu, detaszowanego w Rawiczu.
Na stopień podpułkownika został mianowany ze starszeństwem z dniem 19 marca 1937 i 14. lokatą w korpusie oficerów piechoty. W latach 1937–1938 dowodził batalionem KOP „Ostróg”. Od 1 sierpnia 1938 r. do 1 września 1939 r. pełnił służbę w pułku KOP „Wilejka” na stanowisku zastępcy dowódcy pułku. Dowodził tym oddziałem w czasie kampanii wrześniowej w okresie od 1 do 20 września 1939 roku.
20 września 1939 został internowany na Litwie i osadzony w obozie Mejszagoła . Następnie został przekazany sowieckim władzom i osadzony w obozie kozielskim (tzw. Kozielsk II) . 2 lipca 1941 został przeniesiony do obozu jenieckiego NKWD w Griazowcu . 3 września tego roku, po uwolnieniu, przybył do miejscowości Tatiszczewo, w obwodzie saratowskim , którą wybrano na jeden z ośrodków formowania Polskich Sił Zbrojnych w ZSRR. Od 21 października 1941 do 15 stycznia 1942 roku zastępca dowódcy 13 pułku piechoty. W okresie od 15 stycznia do 12 grudnia 1942 roku dowódca  23 pułku piechoty. Od 12 grudnia 1942 roku dowódca 7 Brygady Strzelców. Od  11 stycznia do 30 kwietnia 1944 roku dowódca Ośrodka Zapasowego Piechoty następnie 7 Zapasowej Brygady Piechoty 7 Dywizji Zapasowej. 30 kwietnia wyznaczony na stanowisko zastępcy dowódcy 7 Dywizji Zapasowej.  Od 20 czerwca do 7 października 1944 roku dowódca 7 Brygady Piechoty 7 Dywizji Piechoty. Od 7 października wyznaczony na p.o. zastępcy dowódcy 7 DP, p.o. dowódcy 7 Dywizji Piechoty od 4 grudnia 1944 do 28 marca 1945 r. oraz od 3 do 26 lipca 1945 r.
Został pochowany na Cmentarzu Brompton w Londynie.

## Ordery i odznaczenia
- Krzyż Srebrny Orderu Wojskowego Virtuti Militari[25]
- Złoty Krzyż Zasługi (19 marca 1937)[26][27]
- Signum Laudis Brązowy Medal Zasługi Wojskowej na wstążce Krzyża Zasługi Wojskowej (Austro-Węgry)[2]
- Srebrny Medal Waleczności 1 klasy (Austro-Węgry)[2]
- Brązowy Medal Waleczności (Austro-Węgry)[2]
- Krzyż Wojskowy Karola (Austro-Węgry)[2]